# Esquadrão de Reabastecimento Aéreo N.º 106
O Esquadrão de Reabastecimento Aéreo N.º 106 (106 ARS) é uma unidade da Alabama Air National Guard, dentro da 117 ° Air Wing. Está colocada na Birmingham Air National Guard Base, no Alabama, e é equipada com o KC-135R Stratotanker.
O esquadrão é um descendente da unidade da I Guerra Mundial Esquadrão Aéreo N.º 106, fundada em 27 de agosto de 1917. Foi reformada em 21 de janeiro de 1922. Depois de várias designação e alterações, foi re-designada como Esquadrão de Observação N.º 106 em 16 de janeiro de 1924 e é um dos 29 esquadrões originais da Guarda Nacional de Observação do Exército dos Estados Unidos da Guarda Nacional, formado antes da II Guerra Mundial.